# Avobrigenses
Os Avobrigenses  ( em latim: Aobrigens; galaico reconstruído: Ambílokwoi) foram uma antiga tribo da Galécia, um povo galaico do convento  bracarense que vivia algures no vale do rio Tâmega. Segundo Pompônio Mela, a tribo avobrigense tinha "Adrobica"  (Adrobrica, Abrobica, Avobriga ou Aviobriga como consta em algumas inscrições) como principal centro urbano.

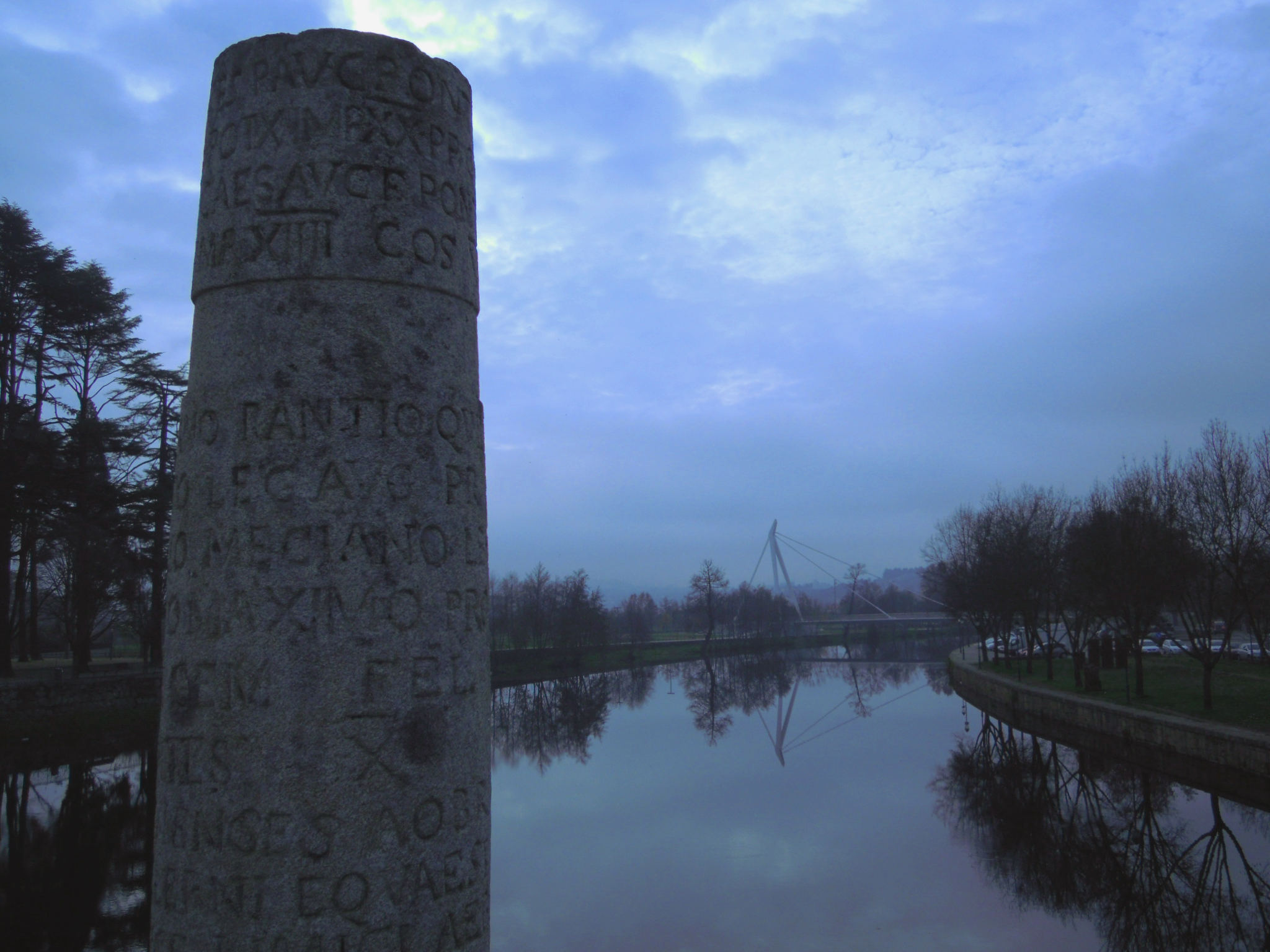
Padrão dos povos

O nome desta tribo surge no Padrão dos Povos, coluna comemorativa da construção da ponte romana de Chaves, colocada no topo da mesma obra, que atravessa o rio Tâmega. A epígrafe dedicatória contém uma lista de dez povos indígenas bracarenses (citados como civitates no texto original) que colaboraram na construção da ponte.[carece de fontes?]